# Gino Scarpa
Gino Scarpa, född 8 november 1924 i Venedig, död 4 december 2022 i Oslo, var en italiensk-norsk målare, skulptör och grafisk formgivare. 
Han var son till Silvio Scarpa och Linda Gaggio. Scarpa var som konstnär autodidakt men fick en viss inblick i konsten när han studerade arkitektur i Venedig 1945–1948, han studerade senare grafiska tekniker för Bertil Lundberg i Malmö 1964–1966. Separat ställde han ut i Venedig, Bologna, Wien, Köpenhamn, Oslo, New York och Malmö. Han medverkade i ett stort antal samlingsutställningar i Tyskland, Österrike, Danmark och Sverige. Som illustratör illustrerade han Die Weise von Liebe unt Tod des Cornets Christoph Rilken. Han vistades sedan 1957 huvudsakligen i Skandinavien och vistades längre perioder i Köpenhamn, Lappland och Malmö för att måla och var sedan 1970 bosatt i Oslo. Hans konst består av ett figurativt och delvis abstrakt måleri. Han skapade även skulpturer i blandteknik med glas då han samarbetade med Gullaskrufs glasbruk i Småland. Scarpa finns representerad i Museo Statale di Bolzano, Künstlerhaus i Wien, Statens Museum for Kunst, Nasjonalmuseet i Oslo och Malmö museum.